# ۳۸ (قمری)
۳۸ (قمری)، سی و هشتمین سال در گاهشماری هجری قمری است. اول محرم این سال برابر با دوازدهم ژوئن سال ۶۵۸ میلادی است.

## رویدادها
- ۹ صفر: وقوع نبرد نهروان و پیروزی علی ابن ابی‌طالب در این جنگ بر خوارج.

## زادگان
- ۵ شعبان: علی بن حسین (زین العابدین)، امام چهارم شیعیان

## درگذشتگان
- مالک اشتر از یاران علی بن ابی‌طالب (کشته شده در مصر)
- محمد بن ابوبکر از یاران علی بن ابی‌طالب (کشته شده در مصر)